# Insurgent Inc.
Insurgent Inc. est un groupe québécois de musique industrielle, originaire de Montréal, au Québec. Leur style musical est un mélange varié de metal, électro, rock et de gothique,.

## Biographie
Insurgent Inc. est formé à Montréal, au Québec, initialement sous le nom d'Insurgent. Le groupe publie en 1993 son premier album studio intitulé System Structure Security. Cinq extraits de l'album sont sélectionnés pour la trame sonore du film Eldorado (1995) de Charles Binamé. En 1997, Insurgent publie son deuxième album studio, Supercollider. En 1998, le groupe atteint le Top 20 palmarès canadien Chart Mag et Earshot.
En 2003, le groupe publie son troisième album studio, intitulé Inc.. Cette même année, ils effectuent une tournée en France. C'est dès 2003 que le groupe décide de se rebaptiser Insurgent Inc. Le groupe publie son quatrième album studio, Kidz, en 2007, aux labels Subvision/Gaia Disk Records. Il s'agit d'un album-concept dans lequel le monde pervers des adultes est perçu par un enfant.
En 2013 sort l'album Theatre of Interlaced Themes, Part 2: Ghosts Dancing Waltz in a Sarcastic Dream qui comprend onze chansons.

## Membres

### Membres actuels
- Luis-Alberto Sanchez - chant, guitare  programmation
- Olivier Forest - percussions, batterie échantillonnage
- Mathieu Gagnon - basse (depuis 2015)

### Anciens membres
- Richard Belanger
- Claude Charnier
- Alx
- Marlene Syn

## Discographie

### Albums studio
- 1993 : System Structure Security (SSS) (réédité en 1998)
- 1997 : Supercollider
- 2002 : Inc.
- 2007 : Kidz
- 2009 : A Dance Line on a Dead Floor in the Little Shed
- 2013 : Theatre of Interlaced Themes, Part 2: Ghosts Dancing Waltz in a Sarcastic Dream

### Compilations
- 1994 : Terra Vox, compilation
- 2003 : Quebec Emergent
- 2003 	: Varia
- 2003	: Nu Dawn
- 2004 : NMC Vol 1
- 2008 : 'This kid is fuckin' weird, album remix (Artistes invités: Holyclaw, Ghostdog, Gabriel, Le Cantin, Feernoff, Azriel, Horizon, Siro)